# Argema heterogyna
Argema heterogyna är en fjärilsart som beskrevs av Clayton Dissinger Mell 1914. Argema heterogyna ingår i släktet Argema och familjen påfågelsspinnare. Inga underarter finns listade i Catalogue of Life.